# Roupão

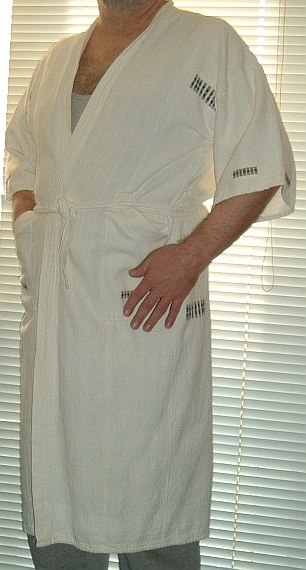
Um roupão de banho.

Um roupão de banho ou simplesmente roupão é uma peça feita de tecido felpudo, atoalhado, altamente absorvente, utilizado após o banho para secar-se, cobrir o corpo e até aquecer-se. A maioria é fabricado em algodão, mas também pode ser confeccionado de microfibra ou veludo. Há vários tamanhos, curtos ou longos, do infantil ao adulto, devendo ficar soltinho e confortável no corpo.